# Гілаейра
Гілае́йра (Гілаїра, дав.-гр. Ἱλάειρα) — персонажка давньогрецької міфології, дочка мессенського царя Левкіппа і Філодіки, сестра Феби і Арсіної, жриця Артеміди і Афіни. 
Була нареченою Лінкея, однак її викрав і зробив своєю дружиною один з Діоскурів Кастор, від якого вона народила сина. Надалі Кастор був вбитий, але його брат Полідевк за дозволом Зевса поділився з ним безсмертям.